# Euregio Maas-Rijn
De Euregio Maas-Rijn (EMR) is een van de circa zestig Euregio's in Europa en sinds 2019 een Europese Groepering voor Territoriale Samenwerking (EGTS). Het is een samenwerking van een aantal provincies en andere bestuurseenheden die verspreid liggen over Nederland, België en Duitsland. Deze gebieden bevinden zich rondom de rivier de Maas en ten westen van de rivier de Rijn, rond de vijfhoek Hasselt-Maastricht-Luik-Aken-Eupen. De regio telt circa 3,9 miljoen inwoners. Het samenwerkingsverband is lid van de Association of European Border Regions (AEBR).

## Geschiedenis

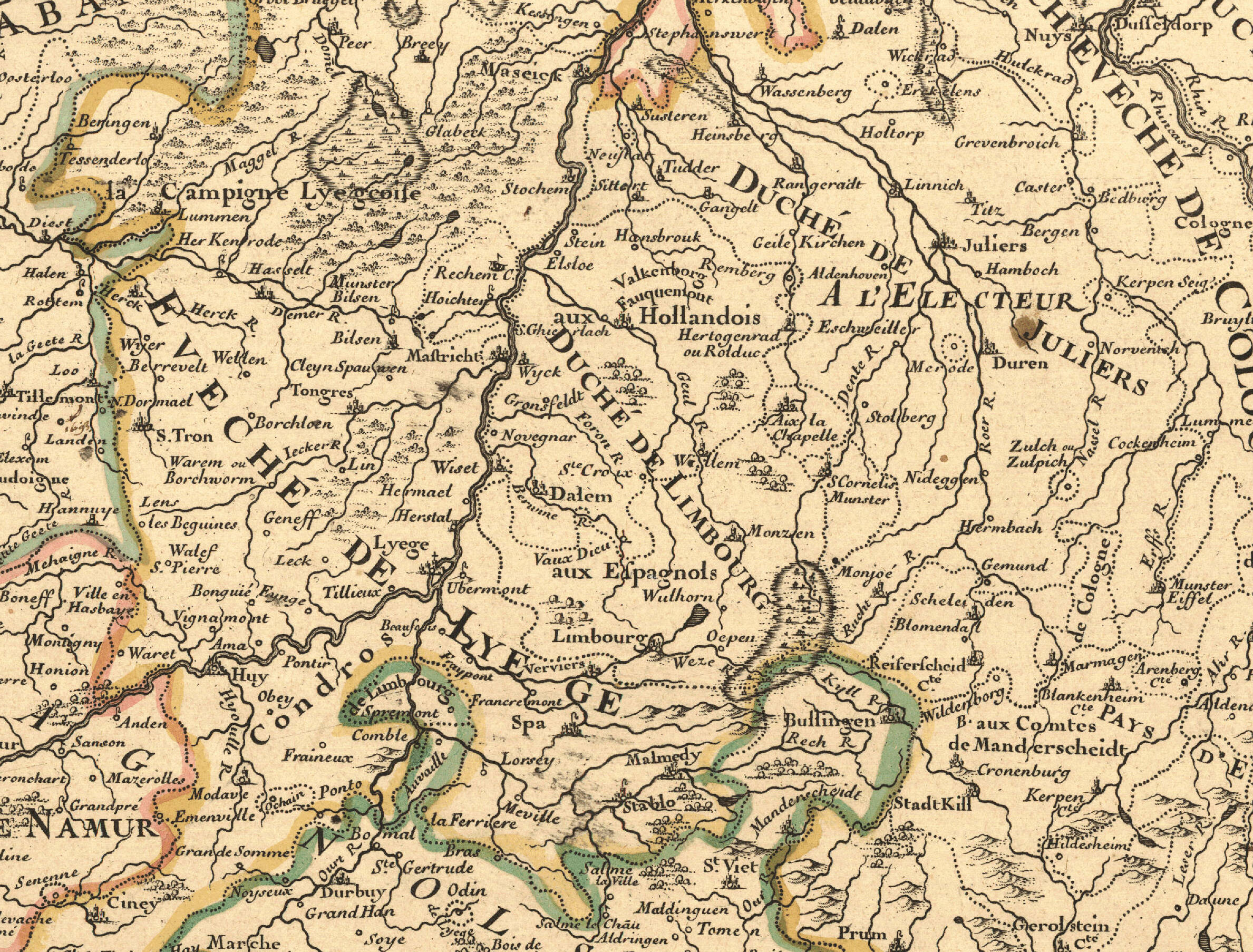
Het gebied in 1702

Het gebied van de Euregio Maas-Rijn vormde vanouds een samenhangend cultuurgebied tussen Maas en Rijn. Tijdens de vroege middeleeuwen, toen de Pepinidische adel uit het Maasland de macht overnam in het Frankische Rijk, speelde de regio een centrale rol in de Europese geschiedenis. Later in de middeleeuwen raakte het gebied staatkundig steeds meer versnipperd. De belangrijkste feodale staten waren het prinsbisdom Luik, het graafschap Loon, het hertogdom Limburg en het hertogdom Gulik. In cultureel opzicht bleef de regio een eenheid, wat afgeleid kan worden uit het gebruik van aanduidingen als Maaslandse kunst, Maaslandse renaissance en Luiks-Akense barok. De staatkundige versnippering nam nog toe toen in de zeventiende eeuw Limburg en de Landen van Overmaas werden verdeeld tussen de protestantse Republiek der Zeven Verenigde Nederlanden en de katholieke Habsburgse Nederlanden.
Pas in de Franse Tijd werd het gebied - zij het kortstondig - verenigd binnen de Eerste Franse Republiek, hoewel verdeeld in drie departementen: Nedermaas, Ourthe en Roer. Het Congres van Wenen trok in 1815 een scherpe grens tussen enerzijds het Duitstalige deel van de regio, dat aan het Koninkrijk Pruisen werd toegewezen, en anderzijds het Nederlands-Franstalige deel, dat onderdeel werd van het Verenigd Koninkrijk der Nederlanden. Na de Belgische Revolutie werd de Belgisch-Nederlandse grens in 1839 definitief vastgesteld in het Verdrag van Londen. Met name na de Eerste Wereldoorlog kregen de grenzen steeds meer een gesloten karakter en belemmerden ze de onderlinge contacten tussen de grensbewoners.
Na de Tweede Wereldoorlog kwam er meer behoefte aan internationale samenwerking, wat onder meer leidde tot de oprichting van de Benelux-unie in 1948 en de Europese Gemeenschap voor Kolen en Staal in 1952. Van groot belang was in 1958 de verschijning van een boek in drie talen van de Luikse historicus Jean Lejeune (1914-1979): Land zonder grens / Pays sans frontière / Land ohne Grenze, waarin de gemeenschappelijke geschiedenis van de regio centraal stond. Na een oproep tot meer internationale samenwerking door de toenmalige prinses Beatrix in 1974, werd twee jaar later een werkgroep opgericht die de samenwerking in het gebied moest bevorderen. Initiatiefnemers waren de commissaris van de Koningin van de Nederlandse provincie Limburg, Charles van Rooy, de gouverneur van de Belgische provincie Limburg, Louis Roppe, de gouverneur van de Belgische provincie Luik, Gilbert Mottard, en de Regierungspräsident van Keulen, Günter Heidecke. Hieruit kwam in 1978 de Euregio Maas-Rijn voort, die in 1991 een juridische status kreeg, en waarvan de zetel in Maastricht werd gevestigd. In 1992 trad de Duitstalige Gemeenschap van België toe. In 2007 werd het bureau van de Euregio Maas-Rijn naar Eupen verplaatst, hoewel de zetel officieel in Maastricht bleef. Sinds 1 april 2019 is de Euregio Maas-Rijn een Europese Groepering voor Territoriale Samenwerking (EGTS).

## Deelgebieden

Het gebied van de Euregio Maas-Rijn. Groene gebieden liggen in België, blauw in Nederland en rood in Duitsland. Het donkergroene gebied omvat de Duitstalige Gemeenschap in België

De vijf bestuurlijke eenheden die samenwerken in de Euregio Maas-Rijn zijn:
- in België:
  - de Vlaamse provincie Limburg
  - de Waalse provincie Luik
  - de Duitstalige Gemeenschap
- in Duitsland:
  - het westelijke deel van het Regierungsbezirk Köln (behorend tot de deelstaat Noordrijn-Westfalen). Dit omvat Aken (stad), Aken (district), Düren (district), Euskirchen (district) en Heinsberg (district), die tezamen als Regio Aken aangeduid worden.
- in Nederland:
  - het zuidelijke deel van de provincie Limburg, namelijk de COROP-regio's Zuid-Limburg en Midden-Limburg.

De volgende steden zijn eveneens vertegenwoordigd in de Euregio Maas-Rijn:
- Aken (Aachen) (Duitsland)
- Hasselt (België)
- Heerlen (Nederland)
- Genk (België)
- Luik (Liège) (België)
- Maastricht (Nederland)

| NUTS-3 regio            | NUTS-2 regio            | NUTS-1 regio        | Land      | Officiële taal      | Overige talen/dialecten          |
| ----------------------- | ----------------------- | ------------------- | --------- | ------------------- | -------------------------------- |
| Stedenregio Aken        | Regierungsbezirk Keulen | Noordrijn-westfalen | Duitsland | Duits               | Ripuarisch                       |
| Arrondissement Borgworm | Luik                    | Wallonië            | België    | Frans               | Waals                            |
| Duitstalige gemeenschap | Luik                    | Wallonië            | België    | Duits (Frans)       | Limburgs, Ripuarisch, Luxemburgs |
| Kreis Düren             | Regierungsbezirk Keulen | Noordrijn-westfalen | Duitsland | Duits               | Ripuarisch                       |
| Kreis Euskirchen        | Regierungsbezirk Keulen | Noordrijn-westfalen | Duitsland | Duits               | Ripuarisch, Luxemburgs           |
| Arrondissement Hasselt  | Limburg (BE)            | Vlaanderen          | België    | Nederlands          | Limburgs, Brabants               |
| Kreis Heinsberg         | Regierungsbezirk Keulen | Noordrijn-westfalen | Duitsland | Duits               | Limburgs, Ripuarisch             |
| Arrondissement Hoei     | Luik                    | Wallonië            | België    | Frans               | Waals                            |
| Arrondissement Luik     | Luik                    | Wallonië            | België    | Frans               | Waals                            |
| Arrondissement Maaseik  | Limburg (BE)            | Vlaanderen          | België    | Nederlands          | Limburgs, Brabants               |
| Midden-Limburg          | Limburg (NL)            | Zuid-Nederland      | Nederland | Nederlands          | Limburgs                         |
| Arrondissement Tongeren | Limburg (BE)            | Vlaanderen          | België    | Nederlands, (Frans) | Limburgs, (Waals)                |
| Arrondissement Verviers | Luik                    | Wallonië            | België    | Frans, (Duits)      | Waals, (Limburgs, Ripuarisch)    |
| Zuid-Limburg            | Limburg (NL)            | Zuid-Nederland      | Nederland | Nederlands          | Limburgs, Ripuarisch             |

## Structuur
Het Bestuur is het beslissingsorgaan van de EMR. Het Bestuur telt 20 leden, 4 uit elke partnerregio. Het Bestuur wordt sinds 2010 voorgezeten door gouverneur Reynders van de Belgische provincie Limburg. Het voorzitterschap wisselt om de 3 jaar, in 2013 is het de beurt aan de Duitstalige Gemeenschap van België.
Daarnaast heeft de EMR twee adviesorganen: de Euregioraad (51 afgevaardigden vanuit de 'parlementen' van de partnerregio's) en de Sociaal-Economische Raad (30 vertegenwoordigers van de sociale partners).
Tot slot zijn binnen de EMR zg. strategische begeleidingsgroepen actief. Dit zijn werkgroepen van ambtenaren en experts in de 8 beleidsdomeinen waarrond de EMR actief is: economische ontwikkeling, kennisinstituten, arbeidsmarkt & opleiding, cultuur & toerisme, gezondheid, veiligheid, mobiliteit & infrastructuur, klimaat & energie.
De werking van de EMR wordt gecoördineerd door het EMR-bureau. De EMR staat ook in voor het beheer van het gelijknamige Interreg-programma.

## Samenwerking
De Euregio wordt gekenmerkt doordat in de betreffende gebieden vooral veel samenwerking bestaat tussen universiteiten, hogescholen, culturele instellingen, gezondheidsinstellingen en het bedrijfsleven.
Voorbeelden van (bovengenoemde) samenwerking zijn:
- Transnationale Universiteit Limburg
- Maastricht-Aachen Airport (bij de Nederlands-Limburgse plaats Beek)
- Samenwerking Hogeschool Zuyd en Fachhochschule Aachen waarbij de studenten zelf kunnen kiezen aan welke hogeschool ze colleges willen volgen
- euPrevent: grensoverschrijdend samenwerkingsverband van zorginstellingen gericht op preventieve gezondheidszorg
- Samenwerking bij diverse culturele en toeristische evenementen

## Groenmetropool
Een van de doelstellingen binnen de EMR is bovenregionaal structuurbeleid bij de regionale ontwikkeling van de zogenaamde Groenmetropool, de voormalige Mijnstreek. Dit gebied strekt zich over de drie landen uit van Beringen in Belgisch-Limburg via Heerlen (Nederlands-Limburg) tot Düren in Duitsland. De bewoners van deze zone hebben door het wel en wee van de mijnbouw in de 20e eeuw een bijzondere gemeenschappelijke achtergrond. Hier wonen ongeveer 1,5 miljoen mensen op een oppervlakte van bijna 2000 km². Er zijn 25 partners bij het project betrokken: gemeenten, Kreise en toeristenbureaus / VVV's uit de drielandenregio.
Door middel van twee toeristische routes, een rode en een groene, is een fysieke verbinding tussen de drie grensregio's aangebracht die de structuurveranderingen in het gebied zichtbaar maakt, betrokkenheid van de burgers bij de herstructurering van het postindustriële landschap wil vergroten en bijdragen aan een gemeenschappelijke, zelfstandige identiteit van dit gebied. Grensoverschrijdende ontwikkeling kan een economische meerwaarde opleveren.

## Taal
In de Euregio Maas-Rijn worden drie officiële talen gesproken, te weten Duits, Frans en Nederlands, en enkele in meerdere of mindere mate gewortelde streektalen (Limburgs en Waals). Een bijzonder intercultureel aspect is, dat in het Nederlands- en Duitstalige deel van de Euregio, over de grenzen heen, in wezen dezelfde Limburgs-Ripuarische streektaal wordt/werd gesproken. Deze was in de vroege middeleeuwen ontstaan als variant van het Oudnederfrankisch en had in die tijd een hoge status in het Frankische Rijk. Bij informele contacten over de grens was de taal om die reden in het verleden nauwelijks een belemmering. Doordat steeds minder mensen de streektaal beheersen, met name in het Duitse deel van de regio, is die situatie veranderd. Bij contacten over en weer fungeert het Engels steeds meer als lingua franca.